# Pompeius
Gnaeus Pompeius Magnus, ook bekend als Pompeius of Pompeius de Grote (Klassiek Latijnse afkorting: CN·POMPEIVS·CN·F·SEX·N·MAGNVS; Picenum, 29 september 106 v.Chr. – Pelusium, Egypte, 28 september 48 v.Chr.), was een militair en staatkundig leider ten tijde van de late Romeinse Republiek. Hij werd geboren in een rijke provinciale familie en vestigde zich in de gelederen van de Romeinse adel door zijn succesvol leiderschap in verscheidene militaire campagnes. Generaal Sulla sprak hem aan met het cognomen Magnus (de Grote), en hij werd beloond met drie triomftochten.
Pompeius sloot zich aan bij zijn rivaal Marcus Licinius Crassus en zijn bondgenoot Julius Caesar in de officieuze militair-politieke alliantie die bekendstond als het eerste triumviraat. Het eerste triumviraat werd gevalideerd door het huwelijk tussen Julia Caesaris (dochter van Julius Caesar) en Pompeius. Na de dood van Julia en Crassus, koos Pompeius voor de kant van de optimates, de conservatieve en aristocratische factie van de Romeinse Senaat. Pompeius en Caesar streefden naar het leiderschap over de Romeinse staat, en dit leidde tot een burgeroorlog. Toen Pompeius verslagen werd bij de Slag bij Pharsalus, vluchtte hij naar Egypte, waar hij vermoord werd. Zijn carrière en nederlaag waren belangrijk in de daaropvolgende transformatie van de Romeinse Republiek in het Principaat en het Keizerrijk.

## Politieke en militaire carrière
Pompeius was een zoon van de zeer rijke Romein Gnaeus Pompeius Strabo. Zijn carrière begon al op jeugdige leeftijd. Toen Sulla met zijn leger in 88 v.Chr. oprukte naar Rome, verzamelde Gnaeus Pompeius twee legioenen en sloot zich bij Sulla aan.
Terwijl Sulla Rome innam, trok Pompeius in zijn naam naar Sicilië en Noord-Afrika om daar de aanhangers van Gaius Marius, de tegenstander van Sulla, te bestrijden. Na terugkeer in Rome, verkreeg Pompeius de opdracht om de opstandige generaal Sertorius in Spanje te neutraliseren. Na een lange oorlog werd Sertorius door zijn eigen officier, Perperna, omgebracht en kon Pompeius terugkeren naar Rome.
Nadat hij met een speciaal mandaat bekleed was om de piraten uit Cilicië, die de Middellandse Zee teisterden, te bestrijden, slaagde hij in een recordtempo erin deze uit te roeien. Men dacht in Rome dat hij de klus in drie jaar zou voltooien, maar het werden drie maanden, om precies te zijn, 89 dagen. Pompeius dreef ze naar de oostelijke bovenhoek van de Middellandse Zee. Hij liet de overgebleven piraten voor de keus: zich doodvechten, of een nieuw leven beginnen. Allen kozen voor het laatste. Uit dankbaarheid stichtten de bekeerde piraten de stad Pompeiopolis (nabij het huidige Mersin). Daarop nam Pompeius, in 66 v.Chr., het commando over van de Romeinse generaal Lucullus in diens strijd tegen Mithridates VI van Pontus. Na enkele grote overwinningen herorganiseerde Pompeius het overgrote deel van het oosten van het Romeinse Rijk.
Al deze overwinningen bezorgden hem de eretitel Magnus (de Grote), wat hem op eenzelfde hoogte bracht als zijn idool Alexander de Grote.

## Het eerste triumviraat (60-53 v.Chr.)
Pompeius sloot zich samen met Marcus Licinius Crassus in 60 v.Chr. aan bij het Eerste Triumviraat dat op initiatief van, en met, Gaius Julius Caesar werd gesloten, ondanks het onderlinge wantrouwen tussen beide mannen. Caesar moest als consul in 59 v.Chr. ervoor zorgen dat Pompeius' oorlogsveteranen een lapje land kregen. Het triumviraat viel echter nadelig uit voor Pompeius, toen Crassus in 53 v.Chr. sneuvelde in de strijd tegen de Parthen en het triumviraat ophield te bestaan.
De overgang van een militaire naar een politieke loopbaan verging Pompeius slecht. Vrijwel alle antieke auteurs (o.a. Plutarchus, Cassius Dio en Appianus) menen dan ook dat Pompeius beter af was geweest als hij was gestorven na zijn grootse overwinning op Mithridates. Nadat Pompeius in de problemen kwam door zijn inactieve houding of verkeerd geïnformeerde beslissingen, trok de gevierde generaal zich zo veel als mogelijk terug uit het openbare leven.
De problemen die ontstonden rondom de opstand van Caesar zouden er echter voor zorgen dat Pompeius opnieuw het harnas aan moest trekken.
Julia, de dochter van Caesar, werd uitgehuwelijkt aan Pompeius.

## Tegen Caesar en de moord op Pompeius
Op 7 januari 49 v.Chr. werd Pompeius als dictator door de senaat aangesteld om de Republiek te verdedigen tegen Caesar. Pompeius, die geen tijd kreeg een behoorlijk leger op de been te brengen, kon slechts naar het Oosten vluchten. De burgeroorlog brak nu in alle hevigheid uit.
Het leger van Pompeius was in alles, behalve aantallen, de mindere van Caesars Gallische veteranen, maar toch wist Pompeius in het begin Caesar te verslaan. Door de restricties die Pompeius door de senaat werden opgelegd en de besluiteloosheid van Pompeius en zijn onderbevelhebbers werd Pompeius in 48 v.Chr. verslagen in de slag bij Pharsalus. Daarop vluchtte Gnaeus Pompeius naar Egypte waar Ptolemaios XIII, die hem hulp verschuldigd was als cliens, heerste. Daarom hoopte Pompeius dat de farao hem asiel zou verlenen. Een adviseur van de farao zei echter 'doden bijten niet'. Toen Pompeius voet aan wal zette in Pelusium, een Egyptische kustplaats aan de oostkant van de Nijldelta, werd hij vermoord door een afvallige Romeinse legioensoldaat die door de Egyptenaren werd betaald. Dit gebeurde op 28 september 48 v.Chr., net de dag voor zijn verjaardag. Zijn lichaam werd aan de kust begraven en er werd een klein monument opgericht, dat in de loop der jaren bedolven raakte onder het zand. Toen keizer Hadrianus in 130 na Chr. aan zijn reis door Egypte begon, en Pompeius wilde eren, wist hij het graf op te sporen en liet hij het zand weghalen. Hadrianus schreef ter ere van hem een gedicht dat hij ter plekke in steen liet beitelen. Een van de regels daaruit luidt, met een verwijzing naar het feit dat Pompeius zoveel bouwwerken in het rijk had laten bouwen:
"Wat een beklagenswaardig graf voor een man die zoveel tempels heeft"
Vrij kort na de dood van Pompeius, bij Caesars aankomst in Alexandrië, werd hem Pompeius' hoofd aangeboden. Caesar toonde echter een hevige afkeer van dit "geschenk" en zou zelfs gehuild hebben.
Pompeius had twee zonen genaamd Gnaius en Sextus Pompeius Magnus Pius.